# Euphorbia foliosa
Euphorbia foliosa — вид рослин із родини молочайних (Euphorbiaceae), ендемік Квазулу-Натал.

## Опис
Це щільно листяна рослина заввишки 5–15 см. Листки чергуються, перекриваються, майже сидячі, висхідні, від яйцюватої до еліптичної форми, на краях шершаві, голі. Період цвітіння: пізня весна, літо.

## Поширення
Ендемік Квазулу-Натал.